# August Gustav Heinrich von Bongard
August Gustav Heinrich von Bongard (Alemania, 1786 - † Rusia 1839) fue un botánico alemán que trabajó en San Petersburgo, Rusia.

## Biografía
August Gustav Bongard, alemán que fue atraído a Rusia como otros muchos científicos alemanes por el afán de conocimientos científicos del Zar; y se estableció en San Petersburgo.
Fue uno de los primeros botánicos en describir las nuevas plantas que estaban siendo descubiertas en Alaska (entonces bajo la corona rusa), incluidas las especies actualmente de gran importancia comercial, tales como el "abeto sitka" (Picea sitchensis), y el "Aliso rojo" (Alnus rubra). Los especímenes que describió fueron en su mayoría recolectados por Carl Mertens (1796-1830) en Sitka, Alaska.
Especies descritas por Bongard que llevan su abreviatura:
- Alnus rubra Bong.
- Arnica latifolia Bong.
- Eriocaulon affine Bong.
- Castilleja parviflora Bong. var. oreopola (Greenm.) Ownbey
- Corallorhiza mertensiana Bong. 1832
- Picea sitchensis (Bong.) Carr.
- Pyrus diversifolia Bong.
- Salix sitchensis Sanson ex Bong.
- Tsuga mertensiana (Bong.) Carr.

## Honores

### Epónimos
El género Bongardia C.A.Mey. de la familia Berberidaceae, se ha nombrado en su honor.

## Obras
- Pinus sitchensis Bong., Mém. Acad. Imp. Sci. Saint-Pétersbourg, sér. 6, Sci. Math. 2: 164. Aug 1832
- Descriptiones plantarum novarum (Brasilienses): Plantae Quatuor Brasiliensis Novae. Bongard, G.C. Petropoli. (1836).
- Verzeichniss der im Jahre 1838 am Saisang-nor und am Irtysch Gesammelten Pflanzen Bongard & C. A. Meyer. San Petersburgo.(1841).

- La abreviatura «Bong.» se emplea para indicar a August Gustav Heinrich von Bongard como autoridad en la descripción y clasificación científica de los vegetales.[2]También aparece en equipo como:
- Bongard & C. A. Meyer